# Power Macintosh 7500
Power Macintosh 7500は、1995年8月から1996年5月までAppleによりデザイン、販売されていたパーソナルコンピュータである。7500は、1995年のMacworld Expo ボストンでPower Macintosh 7200および8500と同時に発表された。Appleは、これらのMacを総称して「Power Surge」ラインと呼び、前の機種よりも大幅に速度を向上させたことを宣伝した。 7500は後にMac愛好家によってOutriggeと呼ばれた新しいケースデザインを導入した。 後継機種として、CPUが7500のPowerPC 601からPowerPC 604または604eプロセッサになった以外は7500と同様のPower Macintosh 7600と、7600と同じ筐体だが7500と7600にあるビデオ入力がないPower Macintosh 7300の2つの派生モデルが販売された。

## ハードウェア
Power Macintosh 7500は、Appleによって製造された最初のPCI対応Macの1つであった。NuBus拡張カードはサポートされていない。100MHzのPowerPC 601プロセッサを搭載しており、ドーターカードごと交換できる。また、コンポジットビデオとS-Videoのフル入力機能を搭載しているが出力機能はない。これは、7500がマルチメディア編集機ではなく、ビデオ会議システムとして設計されたためで、Power Macintosh 8500がその役割を担っている。
メインバスは45MHzまたは50MHz（CPUドーターカードによる）で動作し、CPUはこの速度の整数倍または半整数倍で動作する。バスは、異なる種類のRAMやL2キャッシュの影響を受けやすく、クロックスピードを上げようとするサードパーティ製CPUカードで問題が発生する可能性があった。

## モデル
Appleによる標準構成に加え、再販業者がさまざまな製品構成を提供していた。
- Power Macintosh 7500/100： 16MB RAM, 1GB HDD, AppleCD 600i 4倍速CD-ROMドライブ[2]